# The Crusader
The Crusader (en castellano: El cruzado) es un periódico de izquierda de publicación semanal con sede en la ciudad de Castries, Santa Lucía. Fue fundado por el exministro de Relaciones Exteriores y ex Embajador ante la Organización de las Naciones Unidas George Odlum. En 1997 el periódico denunció abusos y torturas policiacas en el interior del país y en agosto del año 2000 emprendió una serie de reportajes in situ acerca de la República Popular China, país con el que Santa Lucía estableció relaciones diplomáticas gracias a su editor.[cita requerida]